# (2997) Cabrera
(2997) Cabrera ist ein Asteroid des Asteroiden-Hauptgürtels und wurde 1974 am Felix-Aguilar-Observatorium in El Leoncito entdeckt und nach dem argentinischen Astronom Laurentino Ascencio Cabrera (1917–2003) benannt.